# Prélude et fugue
Prélude et fugue (Frans voor Prelude en fuga) is een compositie van Albert Roussel. Het werk is geschreven voor piano solo. Roussel droeg het werk op aan Henri Gil-Marchex, die het werk voor het eerst uitvoerde en wel op 23 februari 1935. De prelude is in het tempo Allegro vivo; de fuga in Allegro non troppo. De fuga is gebaseerd op het BACH-motief, dat direct in de eerste maat te zien/horen is.
Roussel schreef eerder een werk onder een soortgelijke titel voor orgel solo: Prélude et fughetta pour orgue.